# Songs by Ricky
| Recensione                        | Giudizio |
| --------------------------------- | -------- |
| AllMusic                          | [ 1 ]    |
| The New Rolling Stone Album Guide | [ 2 ]    |

Songs by Ricky è il quarto album discografico di Ricky Nelson, pubblicato dall'etichetta discografica Imperial Records nel settembre del 1959.
L'album si classificò al ventiduesimo posto nella chart The Billboard 200, i singoli (contenuti nell'album) Just a Little Too Much e Sweeter Than You si piazzarono entrambi al nono posto nella chart The Billboard Hot 100.

## Tracce
Lato A
1. You'll Never Know What You're Missin' – 2:30 (Baker Knight) – Registrato l'11-12 giugno 1959 al Master Recorders di Hollywood, California
2. That's All – 2:01 (Alan Brandt, Bob Haymes) – Registrato il 9-10 giugno 1959 al Master Recorders di Hollywood, California
3. Just a Little Too Much – 2:10 (Johnny Burnette) – Registrato l'11 maggio 1959 al Master Recorders di Hollywood, California
4. One Minute to One – 2:02 (Baker Knight) – Registrato il 5-6 giugno 1959 al Master Recorders di Hollywood, California
5. Half Breed – 2:03 (John D. Loudermilk) – Registrato il 15-16 giugno 1959 al Master Recorders di Hollywood, California
6. You're So Fine – 2:22 (Dorsey Burnette) – Registrato l'11-12 giugno 1959 al Master Recorders di Hollywood, California

Lato B
1. Don't Leave Me – 2:16 (Johnny Burnette) – Registrato il 15-16 giugno 1959 al Master Recorders di Hollywood, California
2. Sweeter Than You – 2:17 (Baker Knight) – Registrato l'11 maggio 1959 al Master Recorders di Hollywood, California
3. A Long Vacation – 2:08 (Dorsey Burnette) – Registrato il 15-16 giugno 1959 al Master Recorders di Hollywood, California
4. So Long – 1:57 (Don Nelson) – Registrato il 5-6 giugno 1959 al Master Recorders di Hollywood, California
5. Blood from a Stone – 2:17 (Johnny Bachelor, Rupert Stephens) – Registrato l'11-12 giugno 1959 al Master Recorders di Hollywood, California
6. I've Been Thinkin' – 2:03 (Johnny Burnette) – Registrato il 5-6 giugno 1959 al Master Recorders di Hollywood, California

## Musicisti
You'll Never Know What You're Missin' / You're So Fine / Blood from a Stone
- Ricky Nelson - voce, chitarra ritmica
- James Burton - chitarra solista
- Gene Garff - pianoforte
- James Kirkland - contrabbasso
- Richie Frost - batteria
- Non identificati - accompagnamento vocale, cori
- Jimmie Haskell - arrangiamenti, produttore

That's All
- Ricky Nelson - voce, chitarra ritmica
- James Burton - chitarra solista
- Gene Garff - pianoforte
- James Kirkland - contrabbasso
- Richie Frost - batteria
- Non identificati - accompagnamento vocale, cori
- Jimmie Haskell - arrangiamenti, produttore

Just a Little Too Much / Sweeter Than You
- Ricky Nelson - voce, chitarra ritmica
- James Burton - chitarra solista
- Gene Garff - pianoforte
- James Kirkland - contrabbasso
- Richie Frost - batteria
- The Jordanaires (gruppo vocale) - accompagnamento vocale, cori (sovraincisione del 19 maggio 1959)
- Jimmie Haskell - produttore

One Minute to One / So Long / I've Been Thinkin'
- Ricky Nelson - voce, chitarra ritmica
- James Burton - chitarra solista
- Gene Garff - pianoforte
- James Kirkland - contrabbasso
- Richie Frost - batteria
- Non identificati - accompagnamento vocale, cori
- Jimmie Haskell - arrangiamenti, produttore

Half Breed / Don't Leave Me / A Long Vacation
- Ricky Nelson - voce, chitarra
- James Burton - chitarra solista
- Johnny Burnette - chitarra ritmica
- Dorsey Burnette - chitarra ritmica
- Gene Garff - pianoforte
- James Kirkland - contrabbasso
- Richie Frost - batteria
- The Jordanaires (gruppo vocale) - accompagnamento vocale, cori
- Jimmie Haskell - arrangiamenti, produttore